# Mustapha Riga
Rahamat Riga Mustapha (Acra, Ghana, 10 de octubre de 1981), exfutbolista ghanés, naturalizado neerlandés. Jugó de volante y su último equipo fue el Football Club of Pune City de la Liga India.

## Carrera deportiva
En los Países Bajos, donde comenzó su carrera -pasó por Vitesse, Roosendaal y Sparta de Rotterdam-, le apodaban 'la bala', por su velocidad y la rapidez de su último pase. El que fuera delantero del Levante entre 2005 y 2008 es de origen ghanés, aunque posee el pasaporte neerlandés. Anotó 28 goles en las tres temporadas que estuvo en el cuadro granota, dos de ellas en Primera División.
Jugó durante tres temporadas para el Bolton Wanderers, hasta 2011 que estaba sin equipo tras rescindir su contrato el pasado 28 de enero con el Bolton Wanderers, club en el que fracasó después de unos años bastante buenos en el Levante. Riga tuvo cerrado un acuerdo verbal con el Albacete el 31 de enero de 2011, pero el club manchego desestimó a última hora su contratación.
Riga llega en marzo de 2011 al FC Cartagena sólo para 12 partidos. Tras el despido definitivo de Manu Rubio, que dejó el 31 de enero una ficha libre, el técnico del Cartagena ha pensado que Riga puede ser un recambio perfecto para Víctor y Toché en las doce últimas jornadas del campeonato, más los partidos a vida o muerte en un hipotético play off de ascenso. No es un delantero centro, aunque tiene mucho gol. Se desenvuelve con más comodidad como mediapunta, por detrás de un ariete puro.
Riga pasó por el FC Cartagena con más pena que gloria, y estuvo casi dos años sin equipo, en los que estuvo a prueba con clubes como el Queens Park Rangers o el AZ de Alkmaar. Se especuló con posibles incorporaciones a equipos españoles como el Celta de Vigo o el Málaga, así como con una posible vuelta al Levante. 
Sin embargo, Riga decidió cambiar de aires y firmar con el Pune FC en octubre de 2013, donde ocuparía la ficha del español Raúl Fabiani, lesionado de gravedad.

## Selección nacional
Ha sido internacional con la Selección de fútbol de los Países Bajos Sub-21.

### Participaciones en Copas del Mundo
| Mundial                               | Sede      | Resultado   |
| ------------------------------------- | --------- | ----------- |
| Copa Mundial de Fútbol Sub-20 de 2001 | Argentina | 4° de final |

## Clubes
| Club                       | País         | Año        |
| -------------------------- | ------------ | ---------- |
| Vitesse Arnhem             | Países Bajos | 1998-2000  |
| RBC Roosendaal             | Países Bajos | 2000-2001  |
| Vitesse Arnhem             | Países Bajos | 2001-2003  |
| Sparta Rotterdam           | Países Bajos | 2003-2005  |
| Levante UD                 | España       | 2005-2008  |
| Bolton Wanderers           | Inglaterra   | 2008- 2011 |
| FC Cartagena               | España       | 2011       |
| Football Club of Pune City | India        | 2012-2014  |